# Grof Monte Kristo
Grof Monte Kristo (фр. Le Comte de Monte-Cristo) je avanturistički i istorijski roman francuskog romanopisca i filozofa Aleksandra Dime. Grof Monte Kristo objavljen je 1844. godine i izdavao se u serijalima narednih godinu dana. Ovaj roman, zajedno sa Tri musketara čine najpoznatija Dimina dela.
Priča je smeštena u Francuskoj, Italiji, kao i Mediteranskim ostrvima između 1815−1838. godine. Ovaj period obuhvata niz istorijskih događaja Francuske − Burbonsku restauraciju, Napoleonovih Sto dana, kao i Drugu burbonsku restauraciju. Knjiga prati istorijske događaje koje čine njen temelj, dok se sama knjiga bavi elementima nade, ljubavi, osvete, oproštaja i pravde. Grof Monte Kristo se smatra literarnim klasikom za sve uzraste.

## Radnja

### Marselj i Ifska tvrđava
Godine 1815, na dan kada je Napoleon pobegao sa ostrva Elba, mornar Edmond Dantes dovodi brod Faraon u pristanište u Marselju. Njegov kapetan Lekler je umro tokom putovanja; vlasnik broda, Morel, planira da postavi Dantesa za novog kapetana. Na samrti, Lekler je zadužio Dantesa da preda jedan paket generalu Bertranu (koji je bio prognan sa Napoleonom) i pismo sa Elbe nepoznatom čoveku u Parizu.
Dantesov kolega Danglar je ljubomoran na Dantesovo brzo napredovanje i, pošto su njih dvojica u sukobu, plaši se za sopstveni posao ako Dantes postane kapetan. Uoči Dantesovog venčanja sa njegovom verenicom Mersedes, Danglar se u kabareu sastaje sa Fernandom Mondegom, Mersedesinim rođakom koji se takođe bori za njenu naklonost, i njih dvojica kuju zaveru da anonimno osude Dantesa, lažno ga optužujući da je bonapartistički izdajnik. Danglar i Fernando šalju optužujuće pismo vlastima. U kabareu je prisutan i Dantesov komšija, Kadrus; i on je ljubomoran na Dantesa, iako se protivi zaveri, ali previše je opijen vinom da bi je sprečio.
Sledećeg dana na svadbenom doručku, Dantes biva uhapšen, a Кadrus ne prigovara, plašeći se da i sam bude optužen za bonapartizam. Vilfor, zamenik krunskog tužioca u Marselju, uništava pismo sa Elbe kada otkrije da je upućeno njegovom ocu, Noartjeu, bonapartisti, znajući da će ono uništiti njegovu političku karijeru. Da bi se rešio Dantesa, osuđuje ga bez suđenja na doživotni zatvor i opire se svim Morelovim apelima da ga oslobode, tokom Sto dana i kada kralj Luj XVIII bude vraćen na francuski presto.
Nakon šest godina usamljenog zatvora u Ifskoj tvrđavi, Dantes je na ivici samoubistva kada upoznaje opata Fariju („Ludog sveštenika”), sredovečnog italijanskog zatvorenika koji je iskopao tunel za bekstvo koji je izašao u Dantesovu ćeliju. Farija otkriva da je sveštenik i učenjak sa odličnim pamćenjem, kreativnošću i impresivnim znanjem. Farija je bio nepravedno zatvoren 1807. nakon što je učestvovao u političkim preokretima u vezi sa ujedinjenjem Italije, a zatim odveden u Ifsku tvrđavu 1811. godine.
Tokom narednih osam godina, Farija podučava Dantesa jezicima, istoriji, kulturi, matematici, hemiji, medicini i nauci. Znajući da je blizu smrti od katalepsije, Farija otkriva Dantesu lokaciju blaga na ostrvu Monte Кristo, nasleđa njegovog rada za poslednje ogranke porodice Spada, za koje se, prema samom Fariji, procenjuje da vredi dva miliona rimskih kruna, tj. skoro trinaest miliona franaka. Farija priča priču o blagu: Negde krajem 1490-ih, Čezare Spada je postavljen za kardinala nakon što je podmitio papske vlasti. Papa Aleksandar VI je ponudio nekoliko plemića takve pozicije u rimskoj kuriji kao deo plana da se korumpiranim kardinalima sistematski oduzme bogatstvo nakon njihovih ubistava, trovanjem, često vršenim tokom službenih večera. Nakon što je posumnjao u takve namere, kardinal Spada je naredio da se njegovo porodično bogatstvo sakrije na ostrvu Monte Кristo kako bi spreči da ga uzmu papa i njegov sin Čezare Bordžija. Pre nego što je ubijen, obavestio je nevidljivim mastilom u pismu svom nećaku i jedinom nasledniku da je svo njegovo bogatstvo skriveno tamo i da mu pripada. Međutim, pokušaj kardinala Spade nije uspeo, pošto ni Spadin nećak ni njegovi potomci nisu uspeli da dešifruju belešku. Кada su kardinal i njegov nećak prisustvovali ručku kojim je predsedavao papa, obojica su umrli nakon što su popili otrovano vino, ostavljajući blago napušteno.
Farija, koji je rešio misteriju ubrzo nakon smrti poslednjeg živog potomka porodice Spada, bio je na putu da pronađe blago, ali su ga italijanske vlasti uhvatile.
Dana 28. februara 1829, tačno 14 godina nakon Edmondovog zatvaranja, Farija podleže katalepsiji nakon svog trećeg napada. Čuvari ga stavljaju u vreću za sahranu i ostavljaju nečuvanog u ćeliji, ne znajući za tunel. Dantes zauzima mesto u vreći, naoružan nožem koji je Farija napravio. Кada bude bačen u more, Dantes preseca vreću i pliva do obližnjeg ostrva Tibulen, gde ga spasava đenovljanski krijumčarski brod, čija posada dozvoljava Dantesu da im se pridruži. Posle nekoliko meseci (april–maj 1829), tokom kojih Dantes menja svoj izgled i dobija stabilan posao na brodu, odlučuje da potraži blago. Koristeći priliku, Dantes, uz izgovor da želi da lovi koze, ubeđuje posadu da odu na ostrvo Monte Kristo. Kako bi ostao sam na ostrvu, Dantes simulira nesreću, pretvarajući se da je slomio nekoliko rebara, nakon čega pronalazi blago. Šest dana kasnije, brod se vraća i on se ukrcava, noseći sa sobom nekoliko pažljivo skrivenih dijamanata.
U luci, Dantes prodaje neke od dijamanata kako bi kupio jahtu, otplovljava do Monte Кrista po ostatak blaga i vraća se u Marselj u potrazi za informacijama koje bi mogle dovesti do njegove osvete. Кasnije kupuje ostrvo Monte Кristo i titulu grofa od toskanske vlade.
Putujući kao opat Buzoni, Dantes pronalazi Кadrusa, koji je sada oženjen i živi u siromaštvu, kako žali što nije intervenisao pri Dantesovom hapšenju. Кadrus ga obaveštava da je Mersedes poklekla, posle osamnaest meseci uzaludnih očekivanja da će Dantes izaći iz zatvora, da se uda za Fernanda, sa kojim je dobila sina Albera. Кadrus imenuje Danglara i Fernanda kao ljude koji su ga izdali, a takođe mu otkriva da mu je otac umro od samoizazvane gladi. Nakon Dantesovog nestanka, i Danglar i Fernando su postali uspešni iznad očekivanja; Danglar, nakon što je postavljen za blagajnika u Banci Španije — za koju ga je gospodin Morel preporučio — ulazi u svet špekulacija, zgrćući bogatstvo od više miliona franaka i oženivši madam de Norgon, bogatu udovicu. Fernando je nastavio uspešnu vojnu karijeru, posebno nakon perioda restauracije, služeći u bici kod Linjija. Nakon službe u francuskoj vojsci, na kraju je stekao naklonost obnovljene Burbonske monarhije i brzo se uspinjao, postajući kapetan 1823. godine. Zatim je učestvovao u nekoliko kampanja u Španiji i Grčkoj, uzdižući se do pukovnika, a potom i potporučnika-pukovnika 1829. godine.
Nakon što mu je ispričao priču, Dantes nagrađuje Кadrusa dijamantom, navodno vrednim 50.000 franaka koji može biti ili šansa da se iskupi ili zamka koja će dovesti do njegove propasti.
Saznavši da se njegov bivši poslodavac Morel suočava sa bankrotom, Dantes, predstavljajući se kao službenik banke Tomson i Frenč, kupuje Morelove dugove i daje Morelu tri meseca da ispuni svoje obaveze. Na kraju tri meseca i bez načina da vrati svoje dugove, Morel se sprema da izvrši samoubistvo kada sazna da su njegovi dugovi misteriozno plaćeni i da se jedan od njegovih izgubljenih brodova vratio sa punim teretom.

### Osveta
Nakon što je otputovao na Istok kako bi nastavio svoje učenje (i kako bi planirao svoju osvetu), Dantes se ponovo pojavljuje devet godina kasnije, 1838, kao bogati grof Monte Кristo. Njegove tri mete su Fernando (sada grof Morserf); Danglar (sada baron i bankar); i Vilfor (sada javni tužilac).
U Rimu, u vreme karnevala, Monte Kristo organizuje da vikonta Albera od Morserfa, Mersedesinog i Fernandovog sina, zarobe razbojnici Luiđija Vampe. Monte Kristo „spašava” mladića, koji pokazuje svoju zahvalnost pristankom da uvede grofa u parisko društvo. U Parizu, Monte Kristo zaslepljuje Danglara svojim bogatstvom, ubeđujući ga da mu odobri kredit od šest miliona franaka. Manipulišući tržištem obveznica, Monte Kristo tada brzo uništava veliki deo Danglarovog bogatstva. Ostatak brzo nestaje kroz misteriozne bankrote, obustave plaćanja i još nesreća na berzi.
U rezidenciji porodice Morserf, Monte Kristo vidi Mersedes prvi put posle 23 godine. Nakon toga, on kupuje kuću na Jelisejskim poljima i sa svojim beležnikom dogovara kupovinu jedne kuće u Oteju. Po dolasku u ovu kuću, Monte Kristov sluga, Кorzikanac po imenu Bertučo, postaje nervozan i nelagodan. Monte Kristo se raspituje o razlogu njegove nelagodnosti, preteći mu ako ne objasni.
Bertučo otkriva da je imao starijeg brata koji ga je odgajao otkako su postali siročad. Ubrzo nakon što se Bertučov brat oženio, upao je u zasedu i ubijen (verovatno od strane radikalnih rojalista jer je bio bonapartista) 1815. godine, ubrzo nakon Napoleonovog pada posle Sto dana), u Nimu, gde je predsedavao Vilfor. Smrt njegovog brata ostavila je njega i bratovu udovicu Asuntu bez životnih sredstava, što je primoralo Bertuča da se bavi švercom. U julu 1815. Bertučo je naišao na Vilfora, zahtevajući od njega da interveniše i goni ubice, ali ovaj je odbio da to učini, jer mu je brat bio bonapartista. Osećajući se prevarenim, Bertučo je upozorio Vilfora da će se osvetiti. Zabrinut za svoju bezbednost, Vilfor traži da bude premešten, i završava u Versaju.
Bertučo provodi tri meseca prateći Vilfora do Oteja, i nalazi ga na dan kada je gospođa Danglar, tada udovica, rodila njihovo vanbračno dete u kući koju je grof sada kupio od Vilforovog tasta, markiza od Sen Merana. Da bi prikrio aferu, Vilfor je rekao gospođi Danglar da je dete mrtvorođeno, i pokušao da ga sahrani u kutiji sa komadom lanene tkanine — što je otkrivalo njegovo plemenito poreklo —u bašti. Tokom tajne sahrane, Bertučo je zabio Vilforu nož u grudi, što ga je ostavilo na ivici smrti. Bertučo otkopava dete i reanimira ga nakon bekstva. U nemogućnosti da zadrži dete, s obzirom na njegovu trenutnu finansijsku situaciju, on je odlučio da ga ostavi u sirotištu u Parizu. Tokom narednih meseci, povećana trgovina švercom poboljšava Bertučovo i Asuntino finansijsko stanje.
Za Vilfora se kasnije otkriva da je, nakon što je ostavljen u stanju agonije, uspeo da se odšunja nazad do kuće gde ga je gospođa Danglar — koja je upravo prošla porođaj — pronašla i spasila. Nakon što mu je pomogla medicinska sestra, koju su Vilfor i gospođa Danglar lagali, pripisujući njegovu ranu dvoboju, Vilfor je otputovao u Versaj da bi se oporavio. Nešto kasnije, Vilfor se vraća u kuću u Oteju u potrazi za lešom deteta, gde ga proganja osećaj da je beba – pošto nije uspeo da je pronađe – možda preživela i, da je onda Bertučo (o kome on ne zna ništa, osim činjenice da je bio Кorzikanac) oteo bebu nakon što ga je ubo nožem.
Vilfor je pratio bebu do istog sirotišta gde ju je Bertučo ostavio, ali kada je stigao rečeno mu je da je jedna žena (Asunta) koja je posedovala polovinu lanene tkanine odnela bebu. Prema Vilforu, njegovi agenti su joj izgubili trag ubrzo nakon što je napustila Šalon. Uprkos tome što je proveo više od dvadeset godina u ovoj potrazi, do trenutka kada je Vilfor priznao istinu gospođi Danglar, njegova potraga se pokazala — barem do tada — potpuno beskorisnom.
Nakon pokušaja ubistva Vilfora, Bertučo i Asunta su se vratili na Кorziku, gde se Bertučo vratio švercu. Asunta je odlučila da usvoji dete i odgaja ga, dajući mu ime Benedeto. Benedeto, međutim, počinje da se bavi kriminalnim aktivnostima od ranog detinjstva, delom izazvanim Asuntinim tolerantnim tretmanom prema njemu, i počinje da živi u zločinu sa 11 godina. Jednog dana, nakon što mu je Asunta odbila novac, Benedeto i njegova dva prijatelja su je mučila tako što su izložila njena stopala blizu vatre, zbog čega se zapalila. Uprkos tome što je vrištala u agoniji i pokušavala da pobegne, ona je umrla od zadobijenih rana.
U isto vreme, 3. juna 1829. godine, tokom putovanja u Lionski zaliv radi krijumčarskih poslova, Bertučov brod je bio opkoljen — zbog pojačanog nadzora — i on je bio primoran da pobegne plivajući kroz Ronu, da bi konačno stigao do Bokera. Na putu od Bokera do Belgara, odlučio je da se skloni u Кadrusovom prenoćištu. Unutra, Bertučo je video Кadrusa kako je pregovarao sa pariskim draguljarom o prodaji dijamanta koji mu je Dantes poklonio tokom njegove posete, prerušen u opata Buzonija. Draguljar je ponudio Кadrusu sumu od 40.000, a zatim 45.000 franaka za dijamant, ali Кardrus je zahtevao da mu se isplati suma koju je procenio opat (50.000 franaka), što je draguljar odbijao. Кonačno, Кardrus je prihvatio ponudu i dobio 15.000 u zlatu i preostalih 30.000 u novčanicama.
Кada se draguljar spremao da krene, Кadrus i njegova žena su tražili da ostane uz obećanje večere i prenoćišta, što je on bio primoran da prihvati nakon što je ga oluja sprečila da se vrati kući. Nakon što gospođa Кadrus, draguljar i Bertučio odu na spavanje, Кadrus, podstaknut impulsom pohlepe, ubija svoju ženu i draguljara, a zatim beži usred noći sa dijamantom i 45.000 franaka.
Bertučo je ušao u kuću da vidi mesto zločina, ali su ga otkrile lučke vlasti i uhapsile zbog ubistava. Posle tri meseca u zatvoru, Bertučo je otkrio istinu opatu Buzoniju, koji je potvrdio njegovu priču. Nešto pre 8. septembra, na dan suđenja, Кadrus je uhapšen u susednoj zemlji i vraćen u Francusku, gde je sve priznao, što je dovelo do Bertučovog puštanja iz zatvora. Pošto je ostao bez snaje na Korzici, Bertučo je poslušao savet opata Buzonija da se zaposli kod grofa.
Benedeto je osuđen na galije sa Кadrusom. Nakon što je Monte Kristo oslobodio Benedeta i Кadrusa, koristeći pseudonim „lord Vilmor”, grof navodi Benedeta da preuzme identitet „vikonta Andree Кavalkantija” i uvodi ga u parisko društvo. Andrea se dodvorava Danglaru, koji zaručuje svoju ćerku Eženi za Andreu, nakon što je otkazao njenu veridbu sa Alberom. U međuvremenu, Кadrus ucenjuje Andreu, preteći da će otkriti njegovu prošlost ako ne podeli svoje novostečeno bogatstvo. Sateran u ćošak od opata Buzonija dok je pokušavao da opljačka grofovu kuću, Кadrus moli da mu se pruži još jedna šansa. Buzoni ga primorava da napiše pismo Danglaru razotkrivajući Кavalkantija kao prevaranta i dozvoljavajući mu da napusti kuću. U trenutku kada Кadrus napusti imanje, Andrea ga izbode nožem. Kadrus diktira izjavu na samrti koja identifikuje njegovog ubicu, a grof otkriva Kadrusu svoj pravi identitet nekoliko trenutaka pre nego što on umre.
Jednom prilikom u grofovoj kući, Alber upoznaje Hajdeju, koja mu priča priču o tome kako je postala robinja. Nakon bekstva iz njihove palate, Ali-paša Janjinski, njegova žena Vasiliki, njegova ćerka Hajdeja, njihov sluga Selim i trupa od 20 vojnika pratili su pašinu porodicu do tvrđave, gde su iščekivali vesti o tome da li ga je sultan pomilovao. Posle izvesnog vremena skrivanja, četiri čamca su stigla do pašinog utočišta. Paša, kojeg je Fernando prevario, dočekan je kricima radosti. Selim, koji je čuvao pašino bogatstvo i njegovu ženu i ćerku, takođe je prevaren i nagovoren da ugasi plamen u svojoj baklji. Nakon što je poslušao, Selima su uhvatila i izbola na smrt četiri francuska vojnika. Paša, koji se opirao da bude ubijen, upustio se u pucnjavu sa Francuzima, ali biva zarobljen i ubijen. Nakon pašine smrti, Fernando prodaje Vasiliki i četvorogodišnju Hajdeju u ropstvo, čime je zaradio svoje bogatstvo. Dok je Vasiliki nakon toga umrla, Monte Kristo je kupio Hajdeju sedam godina kasnije.
Tražeći informacije o tome kako je Alberov otac godinama ranije stekao bogatstvo u Grčkoj, Danglar istražuje ove događaje, a informacije se objavljuju u francuskim novinama dok su Alber i grof u Normandiji. Alberov prijatelj Bošan šalje novinski članak Alberu, koji se vraća u Pariz. Njegovom ocu suđeno je na sudu francuskih aristokrata i proglašen je krivim na osnovu svedočenja Hajdeje, koja je za slučaj saznala iz novina. Alber krivi grofa za pad svog oca, jer Danglar kaže da ga je grof podstakao da istraži oca čoveka verenog za svoju ćerku. Alber izaziva grofa na dvoboj. Mersedes, pošto je već prepoznala Monte Кrista kao Dantesa, odlazi kod grofa, koji se sada vratio u Pariz, i moli ga da poštedi njenog sina. Tokom ovog razgovora, ona saznaje istinu o hapšenju i zatvaranju Dantesa, ali ipak ubeđuje grofa da ne ubije njenog sina. Shvativši da Dantes sada namerava da dozvoli Alberu da ga ubije, ona otkriva istinu svom sinu, zbog čega se on javno izvini grofu.
Alber i Mersedes se odriču Fernanda i napuštaju njegovu kuću. Fernando se tada suočava sa grofom Monte Кristom, koji otkriva svoj identitet kao Edmond Dantes; vraćajući se kući na vreme da vidi svoju ženu i sina kako odlaze, Fernando izvršava samoubistvo. Alber i Mersedes se odriču svojih titula i bogatstva i odlaze da započnu nove živote, počevši od Marselja, u kući u kojoj su Dantes i njegov otac nekada živeli. Dantes im govori za 3.000 franaka koje je tamo zakopao, da bi započeo život kada bi se oženio, pre svih njegovih nesreća. Alber se dobrovoljno prijavljuje kao vojnik i odlazi u Alžir.
Valentina, Vilforova ćerka od njegove prve žene, naslediće bogatstvo svog dede Noartjea i majčinih roditelja, markiza i markize Sen Meran, dok Vilforova druga žena Eloiza traži nasledstvo za svog sina Eduara. Grof je svestan Eloizinih namera i upoznaje je sa tehnikama otrova. Eloiza smrtno truje markiza i markizu Sen Meran, tako da Valentina nasledi njihovo bogatstvo. Noartje je nakratko razbaštinio Valentinu u pokušaju da spreči njen predstojeći brak sa Francom d'Epineom, kojeg ona ne voli; međutim, brak je otkazan kada Franc sazna da je Noartje ubio njegovog oca u dvoboju.
Nakon neuspelog pokušaja da ubije Noartjea, zbog čega je Noartjeov sluga Baroa ostao mrtav, Eloiza cilja na Valentinu kako bi Eduar, njegovo drugo unuče, stekao bogatstvo. Međutim, Valentina je glavna osumnjičena u očima svog oca za smrt Sen Meranovih i Baroe. Saznavši da je Morelov sin Maksimilijan zaljubljen u Valentinu, grof je spasava tako što učini da izgleda kao da je Eloizin plan da otruje Valentinu uspeo i da je Valentina mrtva. Vilfor saznaje od Noartjea da je Eloiza zapravo ubica i suočava se sa njom, dajući joj izbor da je javno pogube ili da izvrši samoubistvo.
Bežeći nakon što ga Kadrusovo pismo razotkrije i oslobodi Eženi Danglar bilo kakvog braka, Andrea je uhapšen i vraćen u Pariz. Eženi takođe beži sa svojom prijateljicom. Vilfor predvodi postupak protiv Andree. Bertučo posećuje Andreu koji u zatvoru čeka suđenje, kako bi mu rekao istinu o njegovom ocu. Na suđenju, Andrea otkriva prisutnima da je Vilforov sin i da je spašen nakon što ga je Vilfor živog zakopao. Vilfor priznaje krivicu i odlazi sa suda. Žuri kući da spreči samoubistvo svoje žene, ali je prekasno; ona je mrtva i otrovala je i Eduara. Grof se suočava sa Vilforom, otkrivajući njegov pravi identitet Dantesa, što Vilfora dovodi do ludila. Dantes pokušava, ali ne uspeva da oživi Eduara, što ga navodi da se zapita da li je otišao predaleko u sprovođenju svoje osvete.
Grof, kroz dalju manipulaciju tržištem obveznica, Danglaru uništava reputaciju i ostavlja mu 5.000.000 franaka koje je držao u depozitu za bolnice. Grof traži ovu sumu da ispuni njihov kreditni ugovor, a Danglar proneveri bolničku kasu. On napušta svoju ženu, koju krivi za gubitke u ulaganjima u akcije. Danglar beži u Italiju sa grofovom priznanicom i 50.000 franaka. Dok odlazi iz Rima, kidnapuje ga grofov razbojnik Luiđi Vampa, i zatvara. Primoran da plati previsoke cene za hranu kako ne bi umro od gladi, Danglar potpisuje svoje nezakonito stečene dobitke da bi preživeo. Dantes anonimno vraća novac u bolnice, pošto je Danglar dao njihov novac grofu. Danglar se konačno kaje za svoje zločine, a Dantes mu oprašta i dozvoljava mu da ode slobodan sa 50.000 franaka.

### Kraj
Maksimilijan Morel, verujući da je Valentina mrtva, razmišlja o samoubistvu nakon njene sahrane. Dantes otkriva svoj pravi identitet i objašnjava da je spasio Morelovog oca od bankrota godinama ranije; on tada kaže Maksimilijanu da preispita svoje samoubistvo.
Na ostrvu Monte Кristo, Dantes otkriva živu Valentinu Maksimilijanu i pravi sled događaja. Pošto je pronašao mir u sprovođenju svoje osvete i odlučivši da ne može da igra Boga, Dantes ostavlja mladom paru deo svog bogatstva na ostrvu i odlazi na istok da pronađe utehu i započne novi život sa Hajdejom, koja mu je izjavila ljubav. Čitaocu ostaje poslednja misao: „Sva ljudska mudrost sadržana je u ovim rečima: Čekati i nadati se”.

## Ликови

### Главни ликови
- Едмунд Дантес - био је часник на броду Фараон. Након капетанове смрти преузео је његову функцију. Многи су му на том замерали сматрајући да је то учинио из особних интереса. Дантес није био такав човек и он је највероватније то учинио зато јер је сматрао да је то његова дужност. Дантес је знао што жели постићи у животу. Сву своју пажњу посветио је својој вереници, оцу и послу. Био је врло поштен човек, увиек спреман да помогне пријатељу у невољи. Своју срећу никада није крио пред другима и многи су му на том завидели, а он је заправо хтео своју срећу подиелити са другима. Након што је одведен у затвор осећа се врло разочарано и повређено. Не може схватити какву је то кобну грешку направио да је морао ићи у затвор. Одувек је био поштен, добар човек и свакако није заслужио такву казну и такву злу судбину. Његове мисли увиек су везане за прелеепу Мерцедес и на њихов заједнички живот који је изгубљен у неповрат. Очајан је, жели умрети, јер све лепо у његовом животу, сав његов рад и уложени труд, све је уништено. Највише га боли чињеница да је беспомоћан и да се више не може борити против неправде, јер неправда нас окружује, она је свуда око нас. Био је неискусан да би сам могао доћи до разумног одговора. Када уз помоћ аббе Фарија открива истину, он постаје други човек. Живот му је показао да зна бити врло неправедан и непоштен и да најправеднији људи готово увек лоше завршавају. Није се могао помирити са тим, није могао, а заправо и није желио схватити да је сав његов труд у његовој младости отишао у неповрат. Мислио је да ће осветом вратити себе, но није знао да мора постати нови човек са новим ставовима и размишљањима о животу, јер је онај стари Едмунд Дантес већ одавно нестао. Када сазнаје да му је отац умро од глади жеља за осветом му је додатно нарасла. Ноћима га муче страшне ноћне море у којима види свог оца. Љубав према оцу створила је превелику мржњу у њему, мржњу коју нитко не може надвладати, чак и његова вољена Мерцедес. Све који су му нанели неправду жели постепено уништити, жели их видети како пате, како губе све најдраже што имају у животу.
- Абба Фариа - свештеник који велики дио свога живота проводи у затвору, но ипак никада није имао лоше мисли. Добар човек, једина жеља му је била изаћи из затвора. Ипак, разликовао се од других затвореника, јер он није само чезнуо за слободом, већ је желео пронаћи благо Монте Криста и изградити многе хуманитарне установе. Није имао своју породицу, јер је био свештеник, но био је научен своју љубав несебично делити. Волео је помагати беспомоћнима и осјећати се корисним. Највеће задовољство чинило му је подучавање других. Био је врло учен човек и своје је знање желио ширити на друге људе. Подучавао је математику, језике, теологију, филозофију, историју и логику.
- Мерцедес -  млада, привлачна девојка, верена за Дантеса. Читав смисао свога живота пронашла је у његовој љубави. Читаво време док је Дантес пловио, она га је нестрпљиво и верно чекала. Након што га одводе, она осећа велику тугу. Напушта град и годинама покушава заборавити Дантеса, али то је било узалудно јер га није могла заборавити. Помирила се са својом судбином и наставила живети раскошан живот с Мондегом. Такав живот је никада није успео усрећити. Она заправо живи таквим животом за добробит свога сина. Када се Дантес враћа, разочарано схвата да је човек којег је она вољела одавно нестао и да се њихова некадашња љубав никад више неће моћи вратити. Схвата да је Дантесу стало једино до освете и не проналази више ни мало љубави у њему. Након што је Дантес уништио Мондега, не жели му опростити што је њеном сину одузео оца. Љубав Мерцедес према њеном детету ипак побеђује љубав према Дантесу.
- Фернанд Мондего - лик који нам показује како не би смели бити љубоморни у животу јер љубомором ништа не постижемо. У његовим мислима било је места само за завист и жељу да има нешто што њему не припада. Врло је похлепан, спреман је чак и убити због своје похлепе и себичности. Никада никоме не би помогао. Све чини само ради својих властитих интереса.
- Данглес и Де Виллефорт - имају готово идентичне карактеристике као Мондего. Све чине из личних потреба, кроз живот их води похлепа и себичност. Животни циљ им је новац и жеља за славом, али не схватају да се слава не може стећи на тај начин. Нису марили за то колико ће нечији живот бити упропаштен, јер су пресебични да би исказивали осећања као што су љубав или сажаљење над неким. [5]

## Literatura
- Maurois, André (1957). The Titans, a three-generation biography of the Dumas. trans. by Gerard Hopkins. New York: Harper & Brothers Publishers. OCLC 260126.
- Schopp, Claude (1988). Alexandre Dumas, Genius of Life. trans. by A. J. Koch. New York, Toronto: Franklin Watts. ISBN 0-531-15093-3.
- Salien, Jean-Marie. La subversion de l’orientalisme dans Le comte de Monte-Cristo d’Alexandre Dumas, Études françaises, vol. 36, n° 1, 2000, pp. 179–190
- Toesca, Catherine (2002). Les sept Monte-Cristo d'Alexandre Dumas. Paris: Maisonneuve & Larose. ISBN 2-7068-1613-9.
- Lenotre, G. La conquête et le règne in Revue des Deux Mondes, Jan/Feb 1919
- Blaze de Bury, H. (1885). Alexandre Dumas : sa vie, son temps, son oeuvre
- Maccinelli, Clara; Animato, Carlo (1991). "Il Conte di Montecristo" : Favola alchemica e massonica vendetta, Edizioni Mediterranee.  88-272-0791-0
- Cécile Raynal, Promenade médico-pharmaceutique à travers l'œuvre d'Alexandre Dumas, in Revue d'histoire de la pharmacie, 2002, Volume 90, N. 333, pp. 111–146

## Spoljašnje veze
- Critical approach on The Count of Monte Cristo by Enrique Javier González Camacho in Gibralfaro, the journal of creative writing and humanities at the University of Malaga (in Spanish)
- The Count of Monte Cristo public domain audiobook at LibriVox
- Tale Spinners for Children: The Count of Monte Cristo MP3 download
- Pierre Picaud: The "Real" Count Архивирано на веб-сајту  (14. октобар 2012)
- "Count of Monte Cristo Paris Walking Tour" identifies locations from the novel in Paris mapped on Google Maps
- The Count of Monte Cristo on BBC Radio 7
- The Count of Monte Cristo Архивирано на веб-сајту  (26. август 2013) on Shmoop.com
- The Count of Monte Cristo on Project Gutenberg